# كفر الزيتون
كفر الزيتون إحدى قرى مركز زفتى التابع لمحافظة الغربية بجمهورية مصر العربية. أصله من توابع سنبو الكبرى ثم فصل عنها سنة 1266 هـ.

## السكان
بلغ عدد سكان كفر الزيتون 1301 نسمة حسب تقدير عام 2018.
| السنة  | 1882 | 1897 | 1907 | 1927 | 1947 | 1960 | 1976 | 1986 | 1996 | 2006  | 2018 |
| ------ | ---- | ---- | ---- | ---- | ---- | ---- | ---- | ---- | ---- | ----- | ---- |
| القرية | 344  | 470  | 520  | 596  | 829  | 560  | 692  | 831  | 878  | 1,029 | 1301 |